# جيرمانوس
جيرمانوس (باليونانية: Γερμανός)‏ هو جنرال بيزنطي من القرن السادس خدم تم إمرة ابن عمه الإمبراطور جستينيان الأول. خاض عدة حملات ناجحه ضد الفرس والقوط والسلاف. تزوج من أمالاسونثا حفيدة الملك ثيودوريك العظيم. توفي في حوالي سنة 550 في سيرديكا (صوفيا حالياً) بظروف غامضة.